# Brazil Expedíciós Erő
A Brazil Expedíciós Erő (portugálul: Força Expedicionária Brasileira, FEB) Brazília haderejének Európába vezényelt különítménye volt a második világháború záró szakaszában. Megközelítőleg 25 700 fős különítmény volt, melynek volt szárazföldi és légi komponense, a szövetségesek földközi-tengeri parancsnoksága alá rendelve, az amerikai ötödik hadsereg alárendeltjeként. Parancsnoka João Baptista Mascarenhas de Morais tábornok volt. Tartalmazta egy teljes gyalogos hadosztályt – az 1. brazil gyalogos hadosztály, benne az 1., a 6. és a 11. ezred-harccsoporttal –, egy felderítő–futárszolgálati repülőalakulatot és egy teljes vadászrepülő századot. Brazil haditengerészeti alakulat közvetlenül nem került alkalmazásra.
A háború elején Brazília mindkét nagyhatalmi csoportosulással gazdasági kapcsolatokat ápolt, azonban a háború előrehaladtával a tengelyhatalmakkal folytatott kereskedelme ellehetetlenül. Eközben az USA jelentős diplomáciai és gazdasági erőfeszítéseket tett, hogy az országot a szövetséges hatalmak oldalára állítsa. Ennek eredménye lett az Egyesített brazil–amerikai védelmi bizottság felállítása, melynek feladata lett a tengelyhatalmi támadások eredményességének csökkentése a szövetséges, Afrikába és Európába irányuló atlanti-óceáni csapatmozgások érdekében, valamint a „tengely” dél-amerikai befolyásainak csökkentése. 1942-től az USA támaszpontokat építhetett ki Bahia, Pernambuco és Rio Grande do Norte államokban, melyekkel növelhette ellenőrzési körzeteit az Atlanti-óceánon. A brazil kormány 1942. január 28-án Rio De Janeiro-ban megrendezte a Pan amerikai állami konferenciát is, mely miatt az ország német–olasz–japán diplomáciai kapcsolatai beszűkültek. A látszólagos semlegesség ellenére 1942 januárja és júliusa között 21 német és 2 olasz tengeralattjáró összesen 36 brazil szállítóhajót süllyesztett el, a fedélzetükön 1691 fő halt meg és 1079 fő szenvedett sérüléseket. Elsősorban ezeknek köszönhető, hogy a Vargas-kormányzat – az országszerte létrejött számos béketüntetés ellenére – 1942. augusztus 22-én hadat üzent Németországnak és Olaszországnak.
Az expedíciós haderő – amerikai kiképzéssel és szervezeti rendszerben – 1944 szeptemberétől harcolt az olaszországi hadjáratban, egészen a háború végéig, ugyanakkor a brazil haditengerészet és a légierő már 1942 közepétől bevetésre került a szövetségesek oldalán az Atlanti-óceáni harcokban. Az expedíciós haderő a Gót vonal körzetében lett széleskörűen alkalmazva, majd az 1945 tavaszi előretörésben is jelentős szerepet kaptak. Összesen 20 573 főnyi hadifoglyot ejtettek, köztük 2 tábornokot, 892 tisztet és 19 679 egyéb rendfokozatú katonát. Brazília volt az egyetlen dél-amerikai független ország, amely csapatokat küldött a „tengeren túlra”, összesen 948 katona esett el a három haderőnemben.

## Fordítás
- Ez a szócikk részben vagy egészben  a   Brazilian Expeditionary Force című angol Wikipédia-szócikk ezen változatának fordításán alapul.  Az eredeti cikk szerkesztőit annak laptörténete sorolja fel. Ez a jelzés csupán a megfogalmazás eredetét és a szerzői jogokat jelzi, nem szolgál a cikkben szereplő információk forrásmegjelöléseként.